# Шавров, Геннадий Иванович
Генна́дий Ива́нович Шавро́в (19 февраля 1929, Горицы — 14 ноября 2003, Лесной) — советский лыжник и тренер по лыжным гонкам. Мастер спорта СССР, старший тренер-преподаватель СДЮСШОР «Факел», заслуженный работник физической культуры РСФСР.

## Биография
Геннадий Шавров родился 19 февраля 1929 года в деревне Горицы Костромского округа Ивановской Промышленной области. Рос в крестьянской семье. После окончания средней школы учился в химическом политехникуме в Костроме, затем поступил в Московский областной педагогический институт имени Н. К. Крупской (ныне Московский государственный областной университет). Во время учёбы в институте в 1958 году выезжал на сельскохозяйственные работы в Казахскую ССР, удостоен медали «За освоение целинных земель».
Трудовую деятельность начал в 1952 году, в течение четырёх лет работал технологом на предприятии 1590 в закрытом городе Челябинске-40 (нынешний Озёрск). В 1961 году, окончив институт, поступил на работу учителем физической культуры в школе № 71 закрытого города Свердловск-45 (нынешний Лесной). В это время активно занимался лыжными гонками, успешно выступал на городских и областных соревнованиях, в 1964 году получил звание «Мастера спорта СССР» по лыжным гонкам. В период 1970—1984 годов занимал должность старшего тренера-преподавателя по лыжным гонкам в лесновской детско-юношеской спортивной школе при спортивном клубе «Факел» (ныне Специализированная детско-юношеская спортивная школа олимпийского резерва «Факел»). Женился на Людмиле Шавровой, так же мастере спорта по лыжным гонкам.
За долгие годы тренерской деятельности Шавров подготовил множество талантливых лыжников, в частности его воспитанниками были мастера спорта Людмила Булатова (чемпион СССР), Татьяна Шумкова, Надежда Краснова, Наталья Павельева, Виктор Бутыгин, Андрей Ладыгин, Павел Моложников. Один из самых известных его учеников — мастер спорта международного класса Вадим Панков, чемпион СССР по лыжным гонкам.
Помимо тренерской работы, в 1963—1980 годах Геннадий Шавров являлся членом президиума и председателем судейской коллегии городской федерации лыжного спорта. Занимался организацией соревнований по лыжным гонкам, в 1986 году основал в Лесном городской клуб любителей и ветеранов лыжного спорта. Награждён нагрудным знаком «Отличник физической культуры и спорта СССР» (1980), знаком «Победитель социалистического соревнования», удостоен почётного звания «Заслуженный работник физической культуры РСФСР» (1991).
Умер 14 ноября 2003 года в Лесном в возрасте 74 лет.